# Rick Ross
William Leonard Roberts II spíše známý jako Rick Ross (* 28. ledna 1976, Miami, Florida, USA) je americký rapper. Svůj pseudonym si zvolil podle drogového bosse "Freeway" Ricka Rosse. Také je zakladatelem hudebního labelu Maybach Music Group a skupiny Triple C's. V roce 2008 započal spor s 50 Centem, v kterém se prozradila Rossova minulost u policie.

## Diskografie

### Studiová alba
| Rok  | Album                                                                                           | Nejvyšší umístění v hitparádě | Nejvyšší umístění v hitparádě | Nejvyšší umístění v hitparádě | Nejvyšší umístění v hitparádě | Nejvyšší umístění v hitparádě | Ocenění       |
| Rok  | Album                                                                                           | US 200                        | US Hip-Hop                    | US Rap                        | CAN                           | UK                            | Ocenění       |
| ---- | ----------------------------------------------------------------------------------------------- | ----------------------------- | ----------------------------- | ----------------------------- | ----------------------------- | ----------------------------- | ------------- |
| 2006 | Port of Miami - Vydáno: 8. srpna 2006 - Vydavatel: Slip-N-Slide / Def Jam                       | 1                             | 1                             | 1                             | —                             | —                             | US: platinové |
| 2008 | Trilla - Vydáno: 11. března 2008 - Vydavatel: Poe Boy / Slip-N-Slide / Def Jam                  | 1                             | 1                             | 1                             | 14                            | —                             | US: zlaté     |
| 2009 | Deeper Than Rap - Vydáno: 21. dubna 2009 - Vydavatel: Maybach / Slip-N-Slide / Def Jam          | 1                             | 1                             | 1                             | 23                            | —                             | US: /         |
| 2010 | Teflon Don - Vydáno: 20. července 2010 - Vydavatel: Maybach / Slip-N-Slide / Def Jam            | 2                             | 2                             | 2                             | 17                            | 169                           | US: zlaté     |
| 2012 | God Forgives, I Don't - Vydáno: 31. července 2012 - Vydavatel: Maybach / Slip-N-Slide / Def Jam | 1                             | 1                             | 1                             | 1                             | 8                             | US: zlaté     |
| 2014 | Mastermind - Vydáno: 4. března 2014 - Vydavatel: Maybach / Slip-N-Slide / Def Jam               | 1                             | 1                             | 1                             | 5                             | 11                            | US: /         |
| 2014 | Hood Billionaire - Vydáno: 24. listopadu 2014 - Vydavatel: Maybach / Slip-N-Slide / Def Jam     | 6                             | 2                             | 2                             | —                             | 61                            | US: /         |
| 2015 | Black Market - Vydáno: 4. prosince 2015 - Vydavatel: Maybach / Slip-N-Slide / Def Jam           | 6                             | 2                             | 2                             | 68                            | —                             | US: /         |
| 2017 | Rather You Than Me - Vydáno: 17. března 2017 - Vydavatel: Maybach / Epic                        | 3                             | 2                             | 2                             | 16                            | 29                            | US: /         |
| 2019 | Port of Miami 2 - Vydáno: 9. srpna 2019 - Vydavatel: Maybach / Epic                             | 2                             | 1                             | 1                             | 8                             | 18                            | US: /         |
| 2021 | Richer Than I Ever Been - Vydáno: 10. prosince 2021 - Vydavatel: Maybach / Epic                 | 22                            | 10                            | 5                             | 96                            | —                             | US: /         |

### Kompilace
2007 - Rise to Power

### Soundtracky
2008 - M.I. Yayo: The Movie

### Spolupráce
- 2009 - Custom Cars & Cycles - s Triple C's
- 2011 - Self Made Vol. 1 - s Maybach Music Group
- 2012 - Self Made Vol. 2 - s Maybach Music Group
- 2013 - Self Made Vol. 3 - s Maybach Music Group
- 2023 - Too Good to Be True - s Meek Mill

### Úspěšné singly
- 2006 - "Hustlin'"
- 2006 - "Push It"
- 2008 - "The Boss" (ft. T-Pain)
- 2008 - "Here I Am" (ft. Avery Storm a Nelly)
- 2009 - "Magnificent" (ft. John Legend)
- 2010 - "B.M.F. (Blowin' Money Fast)" (ft. Styles P)
- 2010 - "Aston Martin Music" (ft. Drake a Chrisette Michele)
- 2011 - "9 Piece" (ft. Lil Wayne)
- 2011 - "You the Boss" (ft. Nicki Minaj)
- 2012 - "Stay Schemin" (ft. Drake a French Montana)
- 2012 - "Diced Pineapples" (ft. Wale a Drake)
- 2013 - "The Devil Is A Lie" (ft. Jay-Z)
- 2016 - "Purple Lamborghini" (ft. Skrillex)
- 2019 - "Gold Roses" (ft. Drake)